# Maremma
Maremma (italiensk: [maˈremma] ; fra latin maritima, "maritime [land]") er et kystområde i det vestlige centrale Italien, der grænser op til det Tyrrhenske Hav. Det omfatter meget af det sydvestlige Toscana og en del af det nordlige Lazio. Det var tidligere mest marskland, hvor der ofte forekom malaria, indtil det blev drænet efter ordre fra Fernando I de' Medici.
Det var traditionelt befolket af Buttero (en), beredne kvæghyrder, som red på heste udstyret med en af to karakteristiske sadler, scafarda og bardella . 

## Geografi
Maremma har et areal på omkring 5000 km². Den centrale del svarer omtrent til provinsen Grosseto, der strækker sig nordpå til Colline Metallifere og skråningerne af Monte Amiata, men regionen strækker sig nordpå fra Piombino til mundingen af Cecina og sydpå ind i Lazio så langt som til Civitavecchia.

## Dyreracer
Maremmaen har været hjemsted for, eller givet navn til, flere racer af husdyr. Disse omfatter to racer af arbejdsheste, Maremmano og Cavallo Romano della Maremma Laziale, som tidligere blev brugt af butteri og cavalcanti; Maremmana-racen af store gråt kvæg; Maremmano-racen af en hyrdehund; og Macchiaiola Maremmana-racen af en lille gris, som blev kaldt sådan, fordi den blev holdt i ekstensivt landbrug i områdets skove.